# بآفو رينتالا

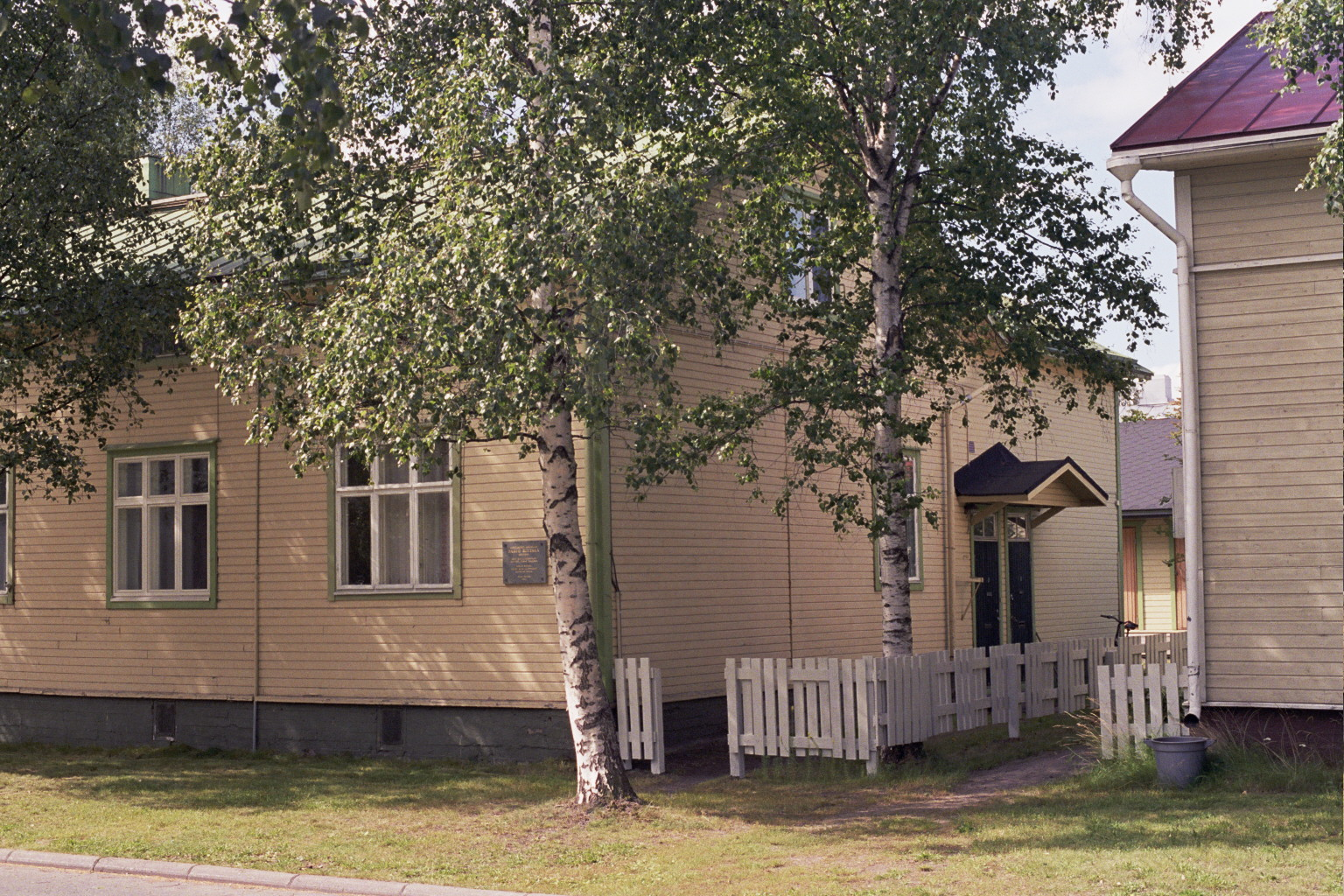
منزل شباب بآفو رينتالا في أولو

بآفو رينتالا (Paavo Rintala؛ فيبوري، 20 سبتمبر 1930 - كيركونومي، 8 أغسطس 1999) كاتب فنلندي، شملت أعماله المسرح والمسرحيات الإذاعية والروايات.
تلقى بآفو رينتالا جائزة الدولة للآداب أعوام 1956 ، 1963 ، 1966 ، 1972 ، 1973 ، 1991 ، و جائزة رونيبيرغ في عام 1994.

## روابط خارجية
- بآفو رينتالا على موقع IMDb (الإنجليزية)
- بآفو رينتالا على موقع الموسوعة البريطانية (الإنجليزية)
- بآفو رينتالا على موقع قاعدة بيانات الفيلم (الإنجليزية)